# Павлов, Пётр Павлович (полковник)
Пётр Павлович Павлов (1904, Буртасы, Казанская губерния — 1975, Омск) — сотрудник советских органов госбезопасности, полковник государственной безопасности.

## Биография
Пётр Павлов родился в 1904 году в семье крестьянина-середняка в селе Буртасы Яниково-Шоркистринской волости Цивильского уезда Казанской губернии, ныне деревня входит в Бишевское сельское поселение Урмарского района Чувашской Республики. Русский. Старший из 3-х сыновей.
Окончил 3 класса 4-классного городского училища, город Цивильск (1918 — учился зимой, а летом работал).
В 1916—1918 годах летом работал учеником и арматурщиком на железнодорожном мосту у станции Канаш.
В 1918 году работал делопроизводителем и конторщик ст. Канаш.
С мая по декабрь 1918 года работал делопроизводителем в совхозе.
В 1918—1926 годах член РКСМ, с 1924 года переименован в РЛКСМ, с 1926 — ВЛКСМ.
С декабря 1918 по июнь 1919 года работал делопроизводителем Цивильского уездного комитета РКП(б).
С июня 1919 по февраль 1920 был заведующим военным отделом, ответственным секретарём Цивильского уездного комитета РКСМ.
С февраля 1920 года служил в Рабоче-крестьянской Красной Армии.
С февраля 1920 по июнь 1921 года — политрук 3-й, 8-й роты Чувашского территориального полка, Цивильск.
С июня по сентябрь 1921 года — рядовой 6 маршевого полка, Казань.
С сентября 1921 по апрель 1922 года — член бюро и политрук детских учреждений Каркаралинского уездного комитета РКСМ. В автобиографии сказано, что «будучи уполномоченным Семипалатинского губкома РКСМ создал Каркаралинский уком РКСМ» (Семипалатинская губерния).
В феврале 1922 году вступил в РКП(б), с 1925 года партия переименована в ВКП(б), c 1952 года партия переименована в КПСС.
С апреля 1922 по июль 1927 года — помощник оперативного уполномоченного Каркаралинского районного отдела Государственного политического управления при НКВД РСФСР (ГПУ).
С июля 1927 по март 1928 года — старший уполномоченный Экономического отдела Семипалатинского губернского отдела ГПУ.
С марта 1928 по август 1930 года — старший уполномоченный Экономического отдела Семипалатинского окружного отдела ГПУ. С 1929 года болен туберкулёзом легких 2-й стадии.
С августа 1930 по март 1932 года — старший уполномоченный Экономического отдела Семипалатинского оперативного сектора ГПУ.
С марта 1932 по 10 июля 1934 года — оперативный уполномоченный Экономического отдела Полномочного представительства ОГПУ по Казакстану.
С 13 июля по август 1934 — оперативный уполномоченный Экономического отдела УГБ Управления НКВД по Казакской АССР.
С августа 1934 по ноябрь 1936 года — начальник Отделения Экономического отдела УГБ Управления НКВД по Казакской АССР. С 7 апреля 1936 года — лейтенант государственной безопасности.
В 1935 году заочно окончил Казкрайкомвуз, Алма-Ата.
С ноября 1936 по август 1938 года — начальник Контрразведывательного — III-го отдела Управления НКВД по Карагандинской области.
С марта 1938 по февраль 1939 года — помощник начальника Управления НКВД по Карагандинской области.
С февраля по (?) 1939 года — начальник Управления НКВД по Восточно-Казахстанской области, с 17 мая 1939 года — капитан государственной безопасности. Затем, с 28 декабря 1939 по август 1941 года снова занимал эту же должность.
С августа по декабрь 1941 года — начальник Отдела исправительно-трудовых колоний НКВД Казахской ССР, капитан государственной безопасности.
С декабря 1941 по 6 июня 1943 года — начальник Особого отдела войск НКВД Туркменского пограничного округа, с 11 февраля 1943 года — подполковник государственной безопасности (Ашхабад).
С 6 июня 1943 по 20 апреля 1945 года — Отдела контрразведки «Смерш» войск НКВД Туркменского пограничного округа; с 5 апреля 1944 года — полковник государственной безопасности.
С 20 апреля по 1 июня 1945 года — начальник Отдела контрразведки «Смерш» войск НКВД Юго-Западного пограничного округа (Краков).
С 1 июня 1945 по июль 1947 года — начальник Отдела контрразведки войск НКВД — МВД Украинского пограничного округа (Киев).
С 11 августа 1947 по 19 мая 1952 года — начальник Управления МВД по Курганской области.
С августа 1952 по апрель 1953 года — заместитель начальника исправительно-трудового лагеря «Омскстроя» МВД СССР по лагерю.
С апреля по декабрь 1953 года — и. о. начальника Управления Омского исправительно-трудового лагеря Министерства юстиции СССР
С декабря 1953 года на пенсии
Пётр Павлович Павлов умер в 1975 году в городе Омске Омской области.

## Награды
- Орден Ленина
- Орден Красного Знамени, 3 ноября 1944 года
- Орден Красной Звезды
- 3 медали
- Наградное оружие (пистолет Коровина), 1932 год
- Знак «15 лет КССР», 1935 год.

## Семья
- Отец имел мельницу, дом и корову, с 1910 работал по найму на частных мельницах в Казани, умер в 1914.
- Мать — после смерти отца работала кухаркой у помещицы Леман в г. Цивильск.
- Братья: Николай — 3-й секретарь Чувашского обкома партии, младший брат — директор средней сельской школы в Чувашии.

1-я жена — Червева, дочь Каркаралинского казачьего атамана (репрессированного по 1-й категории в 1930 г., сама умерла в 1928. Их общий ребенок умер в 1929 году.
2-я жена — Мария Гавриловна Павлова (дев. — Дикун), дочь семипалатинского партизана, железнодорожника. От нее 5 детей: Вика (1930—1932), Владимир (1933—2009), Николай (род. 1936), Ольга (род. 1944), Нина (1948—2001).
- Сестры жены — Александра Сергеева (замужем за комендантом Восточно-Казахстанского областного управления НКВД), Евдокия и Дарья.
- Брат жены — Василий Дикун, инструктор ЦК КП(б) Казахстана.